# Jean Dubuis
Jean Dubuis (Vauciennes, 1919. április 29. – 2010. április 6.) francia kabbalista, alkimista, író és misztikus.

## Kezdetek
Dubuis misztikus tanulmányai még gyermekkorában kezdődtek, miután 12-évesen mélyen megvilágosító élménye volt Mont-Saint-Michel szigetén a bencés apátságban. "A láthatatlan világ ugyanolyan valóságos lett számomra, mint az anyagi világ, amiben élünk. Ettől kezdve lankadatlan lelkesedéssel igyekeztem a megtapasztalásom természetét megérteni és szerét ejteni, hogy megismételhessem. (...) Ez kitartó személyes erőfeszítéssel tulajdonképpen sikerült is és néhány kapcsolatfelvételt eredményezett az Örökkévalósággal.".

## Polgári hivatása
Az atomfizika területén tevékenykedett a Nobel-díjas Frédéric Joliot-Curie (1900–1958) mellett, majd évtizedeken keresztül egy nemzetközi elektronikai cég alkalmazásában állt. A cég az IBM volt.

## Martinizmus, rózsakeresztesség
Dubuis több beavató ezoterikus szervezet tagja is volt, így például az 1950-es években a Lectorium Rosicrucianumnak, majd az AMORC-nak és ezzel párhuzamosan a Tradicionális Martinista Rendnek (TMO). Az AMORC fokozatait végigjárva vált lehetővé számára, hogy az annak védnöksége alatt működő TMO tagja legyen. 1966-ban Dubuis vezetésével új martinista heptád alakult, mely sokkal sikeresebb volt a meglévőnél. A meglévő jelentősen lecsökkent tagságával 1969-ben egyesült az új heptáddal "Abbé de la Noue" néven. Több csoport alakult a szervezeten belül, melyek közül a "2. Kör" néven működő okkult praktikákkal is foglalkozott. Külön csoportban kultiválták a Kabbalát, a Tarot-t, és a ceremoniális mágiát. A kabbalista csoport iránytűje lényegében a Dion Fortune "The Mystical Kabbalah" címen írt klasszikus műve volt. Ezeket a tanításokat a Zóhár bölcsessége is kiegészítette. A szervezet fokozatosan kezdett távolodni a TMO teurgikus mágiát mellőző szellemiségétől, mely feszültséget okozott az AMORC vezető tisztségviselőivel. Végül 1974-ben Raymond Bernard (1923-2006) az AMORC francia nagymestere és vezető TMO tisztségviselő leváltotta Dubuis-t tisztségéből és Pierre Crimetz-t állította a helyére. Dubuis ezután kilépett mind a TMO-ból, mind az AMORC-ból. Később úgy nyilatkozott, hogy az indokolatlan titkolózás és az a felismerés távolította el őt a beavató szervezetektől, hogy véleménye szerint a valódi beavatáshoz nincs szükség papra, mesterre vagy gurura.

## A Természet Filozófusai
Jean Dubuis 1979-ben alapította meg saját szervezetét, a "Les Philosophes de la Nature"-t ("A Természet Filozófusai", röviden: LPN). Az új szervezete keretén belül előadássorozatokat tartott a Kabbala, az Alkímia és általános ezotéria témakörökben. A Kabbala alapját képező "Teremtés Könyve" szerint "a természetben minden egyetlen ősi energia összesűrűsödése", mely jól rezonált számára a jelenkori tudomány elméleteire. Dubuis arra törekedett tevékenysége során, hogy az ember és a Világegyetem felépítését mind a tudomány, mind a Kabbala megfogalmazásaival összhangban tegye érthetővé. Az Alkímiában is megtalálta ennek analógiáit és elméletei "kísérleti" megerősítésére használta, továbbá gyakorlati szemináriumokat is tartott.
A szervezetnek sem tisztségviselői hierarchiája, sem fokozatrendszere nem volt. Nem kellett titoktartást, vagy bármilyen engedelmességi esküt fogadni. Senki nem kapott fizetséget a tevékenységéért és semmiféle üzleti jellege nem volt a működésüknek. A szervezet hamarosan az Amerikai Egyesült Államokban is ismertté vált, miután 1988-ban "The Philosophers of Nature" (LPN-USA) néven hivatalosan is megalakult. Szervezetét 12 éven át vezette.
1995-ben a francia Nemzetgyűlés parlamenti bizottsága egy vitatott jelentést tett az országban működő szektákról. Ez a jelentés az LPN-t 50 és 500 fő közötti vallási mozgalomnak kategorizálta be.
1999-ben aztán Dubuis feloszlatta az LPN-t, mivel szerinte eltávolodtak az eredeti alapelvektől. Az amerikai szervezet is megszűnt, ugyanakkor online anyagok terjesztése tovább folytatódott.

## Későbbi munkássága
Dubuis utolsó éveit azzal töltötte, hogy elektronikus eszközökkel gyorsabban elérhetővé tegye a beavatást, továbbá kidolgozta a Kabbala Életfájának egy általa módosított változatát, melyet "Portae Lucis"-nak nevezett el. Cikkeit a "Le Petit Philosophe" havilap hasábjain jelentette meg, melyek összerendezett formában végül 2007-ben jelentek meg "The Experience of Eternity" ("A Végtelen átélése") címmel.
Jean Dubuis közreműködött a History Channel 2001. december 10-én "Discovering the real world of Harry Potter" címmel bemutatott dokumentumfilmjében.

## Művei angolul
- Jean Dubuis. The Fundamentals of Esoteric Knowledge (angol nyelven). Triad Publishing [1987] (2000)
- Jean Dubuis. Qabala (angol nyelven). Triad Publishing [1987] (2000)
- Jean Dubuis. Spagyrics (angol nyelven). Triad Publishing [1987] (2000)
- Jean Dubuis. Mineral Alchemy – A Practical Course (angol nyelven). Triad Publishing [1987] (2000)
- Jean Dubuis. The Experience of Eternity (angol nyelven). Triad Publishing (2007). ISBN 978-06-1516107-5

## Fordítás
- Ez a szócikk részben vagy egészben  a   Jean Dubuis című angol Wikipédia-szócikk fordításán alapul.  Az eredeti cikk szerkesztőit annak laptörténete sorolja fel. Ez a jelzés csupán a megfogalmazás eredetét és a szerzői jogokat jelzi, nem szolgál a cikkben szereplő információk forrásmegjelöléseként.